# بهلر (ویرجینیای غربی)
بهلر (به انگلیسی: Behler) یک منطقهٔ مسکونی در ایالات متحده آمریکا است که در شهرستان مونونگالیا، ویرجینیای غربی واقع شده‌است. بهلر ۴۱۳٫۹۲ متر بالاتر از سطح دریا واقع شده‌است.